# Caṇḍīdās
Caṇḍīdās (XIV-XVI secolo – XIV-XVI secolo) anche Caṇḍīdāsa, (devanāgarī: चण्डीदास; caratteri bengali: চণ্ডীদাস; anche nell'adattamento in lingua inglese: Chandidas; lett. "servitore (dāsa) di Caṇḍī (epiteto di Durgā)") è stato un poeta e mistico bengalese del XIV-XVI secolo; autore di quelle poesie religiose raccolte nello Śrīkṛṣṇakīrtana.
La vita di Caṇḍīdās è avvolta nella leggenda la quale narra fosse un brahmano del villaggio di Nānnura (Bengala) che si innamorò di una lavandaia, quindi di una donna di bassa nascita, di nome Rāmī, causando la generale disapprovazione della sua casta.
A fronte di questa situazione Caṇḍīdās si rifiutò di abbandonare i suoi compiti sacerdotali e al contempo di abbandonare la sua amata, componendo degli inni dove identificava sé stesso come Kṛṣṇa e la sua amata come Rādhā. 
La sua fine è anch'essa avvolta nella leggenda, chi lo vuole prendere la forma di Visnù, chi lo vuole cacciato dal tempio e morto a seguito del digiuno compiuto per protesta ma poi resuscitato sulla pira funebre, chi lo vuole frustato a morte.
L'opera di Caṇḍīdās, come quella di Jayadeva e Vidyāpati, ha avuto un'enorme influenza su quel Viṣṇuismo, come quello gauḍīya, che volentieri utilizza il linguaggio erotico in un ambito mistico, per rappresentare l'amore (prema) più elevato tra l'anima e Dio, Kṛṣṇa.